# Grupo Intereconomía
El Grupo Intereconomía és un grup de comunicació presidit per Julio Ariza amb presència en televisió (Intereconomía TV), ràdio (Radio Intereconomía i Radio Inter) i mitjans digitals (La Gaceta de la Iberosfera, Negocios.com, Puntopelota.es, Radiointereconomia.com, Intereconomia.tv i Esplendido.net).
Segons el seu ideari, els valors que manté la corporació es basen en l'humanisme cristià i entre els seus objectius està la defensa de la vida, la llibertat, la unitat d'Espanya, i la independència judicial. D'altra banda, diversos mitjans han assenyalat la seva línia com a ultraconservadora.

## Càrrecs directius
- Julio Ariza Irigoyen: President i propietari del grup.[3]
- Diego Martínez Perán: Vicepresident.[4]
- Juan Andrés Corrochano: Director General Financer.
- Julen Ariza: Director de Mitjans Digitals.[5]
- Kiko Méndez Monasterio: Director de la Gaceta.[6]
- Gonzalo Bans: Director de Intereconomía Televisió.